# Форест-Гоум (Алабама)
Форест-Гоум (англ. Forest-Home) — невключена територія в окрузі Батлер, штат Алабама, США.

## Демографія
Станом на липень 2007 на території мешкало 1608 осіб.
Чоловіків — 789 (49.1 %);

Жінок — 819 (50.9 %).
Медіанний вік жителів: 35.6 років;
по Алабамі: 35.8 років.

### Доходи
Розрахунковий медіанний дохід домогосподарства в 2009 році: $30,870 (у 2000: $24,392);
по Алабамі: $40,489.
Розрахунковий дохід на душу населення в 2009 році: $14,243.
Безробітні: 2,4 %.

### Освіта
Серед населення 25 років і старше:
Середня освіта або вище: 66,3 %;

Ступінь бакалавра або вище: 7,5 %;

Вища або спеціальна освіта: 1,0 %.

### Расова / етнічна приналежність
Білих — 967 (57.1 %);

 Афроамериканців — 710 (41.9 %);

 Латиноамериканців — 10 (0.6 %);

 Відносять себе до 2-х або більше рас — 4 (0.2 %);

 Індіанців — 2 (0.1 %).

## Нерухомість
Розрахункова медіанна вартість будинку або квартири в 2009 році: $71,333 (у 2000: $47,700);
по Алабамі: $119,600.